# Mortem (film)
 (octobre 2012).
Si vous disposez d'ouvrages ou d'articles de référence ou si vous connaissez des sites web de qualité traitant du thème abordé ici, merci de compléter l'article en donnant les références utiles à sa vérifiabilité et en les liant à la section « Notes et références ».
Pour plus de détails, voir Fiche technique et Distribution.

Mortem est un film français en cinémascope noir et blanc d’Éric Atlan, sorti le 3 octobre 2012 en France.

## Synopsis
Jena, une jeune fille qui voyage à moto, est confrontée au brouillard et décide de s’arrêter dans un hôtel isolé. Elle se retrouve alors inexplicablement enfermée dans sa chambre avec une autre jeune femme au visage inquiétant et aux intentions mystérieuses, qui se révélera être son âme.

## Commentaires
(octobre 2012).
Mortem a obtenu un visa de censure tout public sous le numéro 127079. Il a un agrément de production du Centre national de la cinématographie 2011. Son budget est de 550.000 Euros. Difficilement réductible à un genre cinématographique particulier, il s'apparente tantôt à une histoire fantastique, tantôt à un thriller psychologique, tantôt à un film artistique, auxquels s’ajoute une réflexion philosophique. Une grande partie de l'histoire se déroule en "huis clos" dans la chambre d'un château. Le choix du procédé cinémascope et du noir et blanc, ainsi que l’accompagnement de musiques aux sonorités dissonantes, l'apparentent au cinéma fantastique des années 1950 et contribuent à l’étrange atmosphère typique du film[réf. nécessaire].
En octobre 2012, Les Éditions Intervalles publie le livre d'art du film qui rassemble 303 pages comprenant le scénario, les dialogues, de nombreuses photos issues du film ainsi que des entretiens avec les différents intervenants artistiques  (ISBN 2916355758 et 978-2916355757).
Le film a été récompensé 18 fois, notamment aux Los Angeles Movie Awards 2011[réf. nécessaire] et nommé au Oaxaca Film Fest.

## Fiche technique
- Titre : Mortem
- Réalisation : Éric Atlan
- Scénario : Éric Atlan, Marie-Claude Dazun
- Dialogues : Marie-Claude Dazun
- Chef opérateur : Eric Atlan
- Production : Christine Leclabart, Éric Atlan, Marc Bercovitz
- Musique : Éric Atlan et Marc Bercovitz
- Pays d'origine :  France
- Durée : 94 minutes
- Date de sortie (France) : 3 octobre 2012

## Distribution
- Daria Panchenko : Jena
- Diana Rudychenko : L'âme
- Stany Coppet : Aken
- Hortense Gélinet : La jeune femme au visage sévère
- Sophie Gélinet : La jeune femme au joli visage
- Jean-Luc Masson : Yves